# Toyota Verso
Toyota Verso — компактвэн, выпускаемый под маркой Toyota в 5- или 7-местном варианте. Автомобиль Toyota Verso был впервые представлен на автосалоне в Женеве в 2009 году в качестве преемника Toyota Corolla Verso.  В 2012 году был проведен рестайлинг модели.

## Безопасность
| Euro NCAP                                                             | Euro NCAP | Euro NCAP | Euro NCAP             |
| --------------------------------------------------------------------- | --------- | --------- | --------------------- |
| · общий рейтинг                                                       |           |           |                       |
| 89%                                                                   | 75%       | 69%       | 86%                   |
| взрослый пассажир                                                     | ребёнок   | пешеход   | активная безопасность |
| Протестированная модель: Toyota Verso, 2.0 D-4D mid grade, LHD (2009) |           |           |                       |

## Двигатели
На российский рынок Toyota Verso поставляется с двумя вариантами двигателей:
- 1ZR FAE объемом 1.6 литра ,4-цилиндровый, 97 кВт (132 л.с.) при 6400 об/мин
- 2ZR FAE объемом 1.8 литра, 4-цилиндровый, 108 кВт (147 л.с.) при 6400 об/мин
- Эти двигатели оборудуются двойной электронной системой изменения фаз газораспределения - двойной VVT-i которая обеспечивает непрерывное, плавное регулирование фаз газораспределения на впуске и на выпуске. Также применена система Valvematic , обеспечивающая плавное непрерывное регулирование высоты подъема впускных клапанов. Система зажигания с индивидуальными катушками (DIS). Впускной коллектор  сделан с переменной геометрией, позволяющей увеличить или уменьшить рабочую длину (ACIS) Дроссельная заслонка с интеллектуальной системой управления (ETCS-i). Благодаря применению всех этих систем, обеспечиваются улучшенные рабочие характеристики двигателя,экономия топлива и снижение токсичных выбросов. В Европе и России эти двигатели получают 5-й экологический класс.
- Дизельные двигатели:
- 1AD-FTV объемом 2.0 литра, 4-цилиндровый, 16 клапанный (126 л.с.) с непосредственным впрыском Common Rail (D-4D), турбонаддувом и интеркулером. Существует 2 типа этих двигателей: с сажевым фильтром и каталитическим нейтрализатором окислительного типа, либо сажевый фильтр отсутствует.
- 2AD-FHV объемом 2.2 литра, 4-цилиндровый, 16 клапанный (177 л.с.) Впрыск Common Rail , турбонаддув , интеркулер . В этом двигателе применяется передовая технология высокой степени очистки отработавших газов дизельных двигателей (D-CAT)

### Ходовая часть
Передняя подвеска - независимая, типа McPherson, задняя полунезависимая с поперечной балкой, работающей на скручивание. Тормоза и спереди и сзади дисковые, размерностью на 16 дюймов. Дизельные модели имеют усиленные тормоза в 17 дюймов.
В стандартную комплектацию входит система управления тормозами, осуществляющая согласованное управление с электроусилителем рулевого механизма (EPS) и включающая в себя АВС, электронную систему распределения тормозного усилия (EBD), усилитель экстренного торможения, антипробуксовочную систему (TRC), систему курсовой устойчивости (VSC) и систему помощи при трогании на подъеме

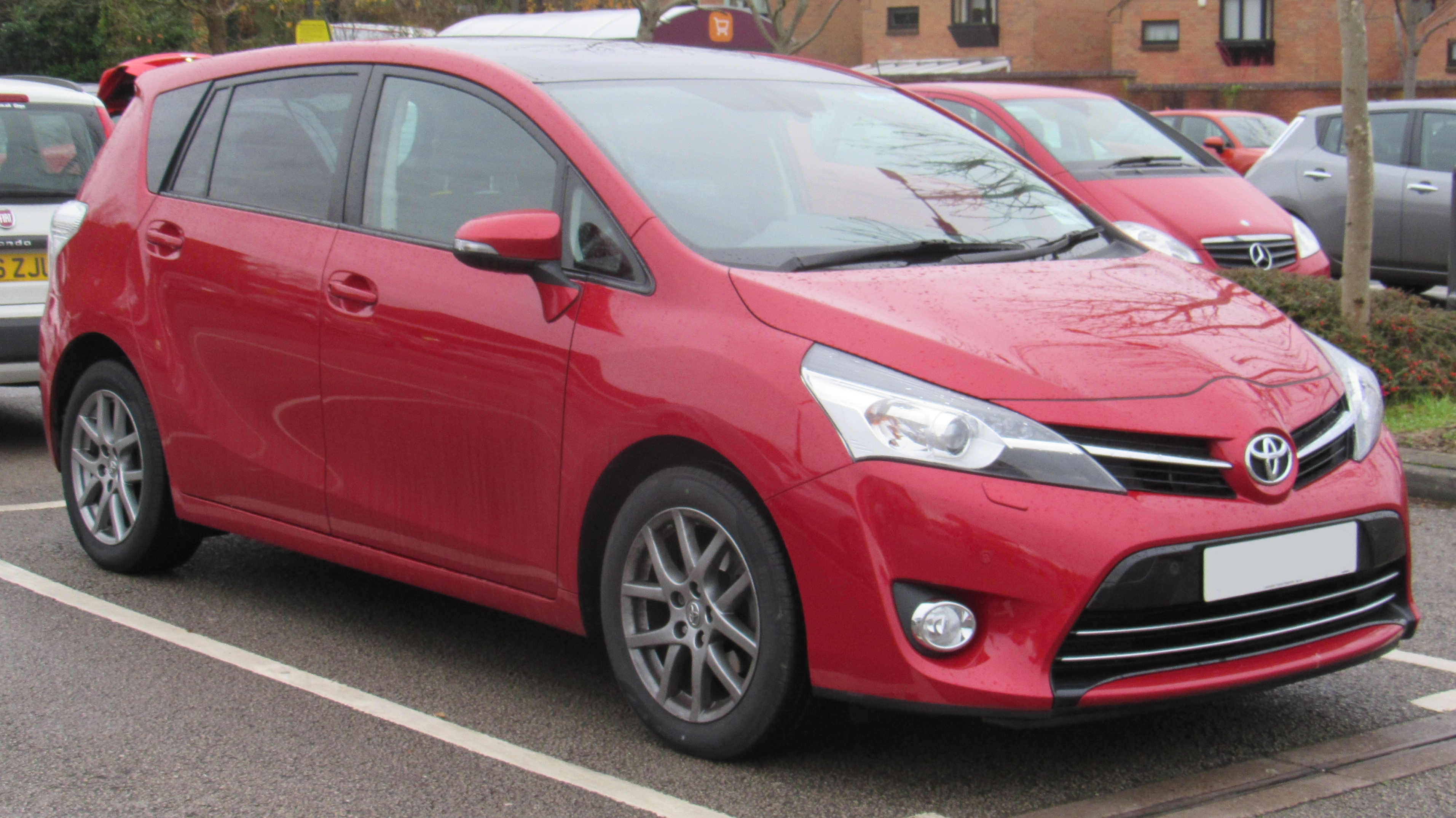
Toyota Verso 2014 года

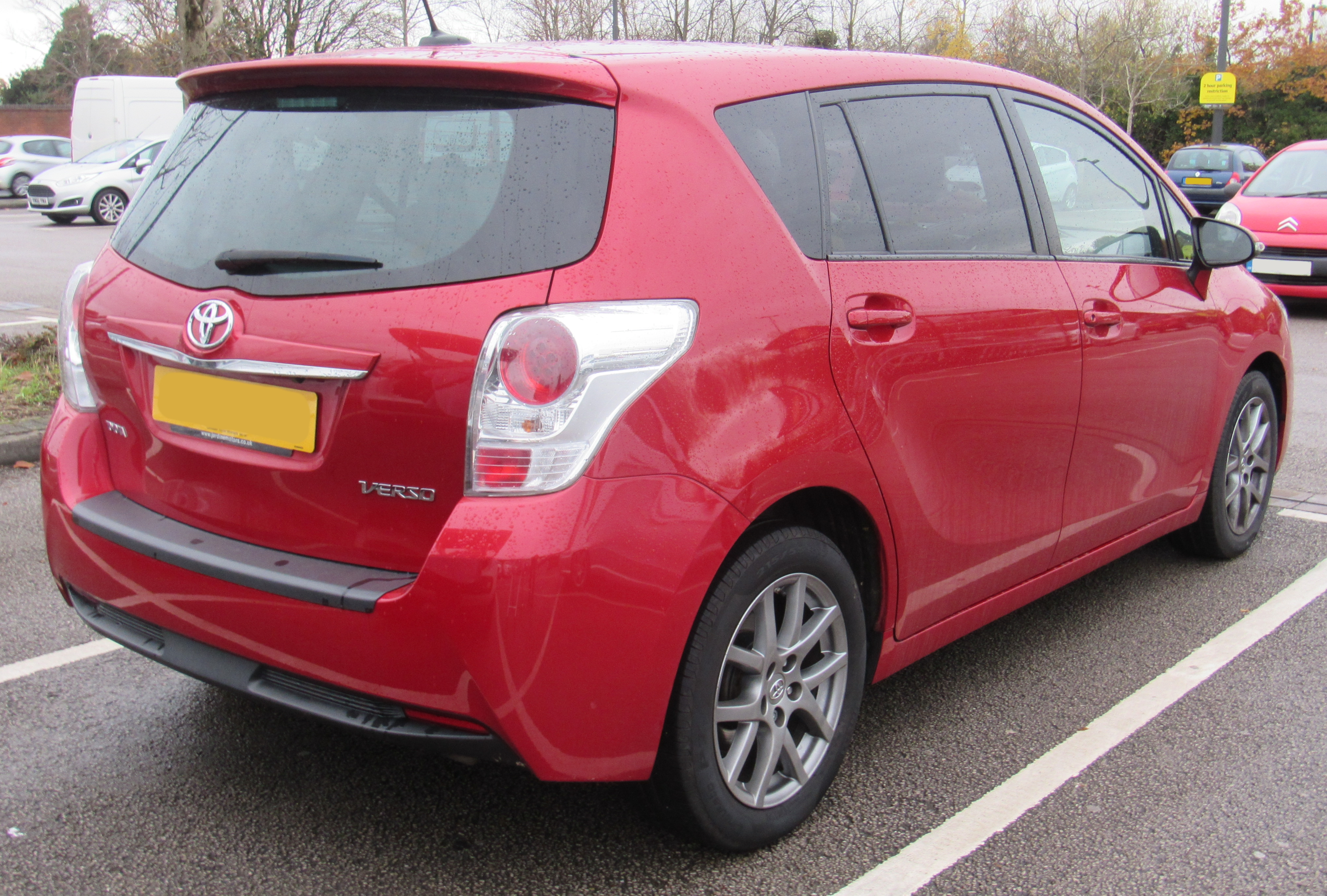
Toyota Verso 2014 года, вид сзади

На 1ZR FAE ставится 6-ступенчатая МКПП  EC61. Двигатель 2ZR FAE может агрегатироваться либо 6-ступенчатой МКПП EC62 , либо вариатором (CVT) K 311. 1AD FTV ставится 6-ступенчатая МКПП EA65. 2AD-FHV имеет или 6-ступенчатую МКПП ЕА62 или АКПП U660E.